# Typ Merian
Als Typ Merian werden zwei von der Flender-Werft in Lübeck abgelieferte Stückgutfrachter bezeichnet, die von dem in Hamburg ansässigen Komrowski Befrachtungskontor in Auftrag gegeben wurden. Das Typschiff, die Merian wurde 1968 von der Flender-Werft an die Reederei abgeliefert. Das Schiffsleben des zweiten Schiffes, der Mangan währte 29 Jahre. Das Besondere war, dass sie in dieser Zeit ununterbrochen von Komrowski betrieben wurde.

## Schiffsbeschreibung
Der Antrieb der Schiffe erfolgte durch einen mit Schweröl betriebenen, umsteuerbaren, langsamlaufenden Zweitakt-Dieselmotor vom Typ MAN K6Z 78/155 E mit 7.723 kW Leistung bei 122/min. Der Motor wirkte auf einen Festpropeller mit vier Flügeln und verlieh den Schiffen eine Geschwindigkeit von 18 kn. Zur Stromerzeugung waren zwei Dieselgeneratoren mit 350 kW Leistung und ein Dieselgenerator mit 180 kW Leistung installiert. Das elektrische Bordnetz arbeitete mit der Nennspannung von 440 V und der Nennfrequenz von 60 Hz.
Als Ruderanlage war eine elektrohydraulische Drehflügelrudermaschine eingebaut. Sie wurde von der Brücke über eine Weg- oder Zeitsteuerung bedient. Außerdem war eine Selbststeuereinrichtung vorhanden. Die Ruderlage wurde auf der Brücke in jeder Brückennock, im Brückenpult und an der Brückendecke angezeigt.
Das Brückenhaus befand sich im achteren Bereich der Schiffe. Die Schiffe hatte fünf Laderäume mit einer Kapazität von 23.603 m³. Die Laderäume wurden auf dem Wetterdeck mit MacGregor-Lukendeckeln geschlossen. Neben den fünf für Schwergut geeigneten Laderäumen mit Zwischendecks hatten die Schiffe als Universalfrachter einige kleine Kühlräume mit einer Kapazität von rund 500 m³ und sogenannte Süßöltanks. Für den Ladungsumschlag stand konventionelles Ladegeschirr bestehend aus 18 Ladebäumen mit Kapazitäten von 5 bzw. 10 t, zwei Schwergutladebäume mit 32 t Kapazität und ein Schwergutladebaum mit 50 t Kapazität zur Verfügung, die von elektrischen Winden (14 Ladewinden 49/29,5 kN, vier Ladewinden 78,5/29,5 kN sowie 18 Topwinden 21,5 kN) betätigt wurden.
Die Schiffe war mit zwei kombinierten Anker- und automatischen Mooringwinden ausgerüstet, die über ein Getriebe außerdem einen Spillkopf antreiben konnten.
Für den Notfall waren die Schiffe mit zwei Motorrettungsbooten für 40 Personen ausgestattet.

## Schiffe
Die Schiffe wurden 1968 bzw. 1969 von der Flender-Werft an die Reederei Komrowski abgeliefert. Die Schiffe kamen unter deutscher Flagge mit Heimathafen Hamburg in Fahrt. Sie waren als schneller Linienfrachter für die Vercharterung an Linienreedereien vorgesehen und in verschiedenen Fahrtgebieten in der weltweiten Stückgutfahrt eingesetzt.

### Merian
Die Merian (IMO-Nr. 6820684) lief am 17. Juli 1968 mit der Baunummer 575 vom Stapel und wurde am 30. Oktober 1968 an die Hamburger Partenreederei Merian mit dem Komrowski Befrachtungskontor als Korrespondentreeder abgeliefert. 1979 flaggte Komrowski das Schiff nach Liberia aus und übertrug es auf die Brazil Current Shipping Corporation in Monrovia. Im Jahr 1988 wurde sie auf die Merian Shipping Corporation in Monrovia übertragen und zunächst in Merian G. und danach ohne Eignerwechsel in Suntyphoon umbenannt. Am 25. Januar 1989 traf die Suntyphoon in Hamburg zum Löschen der Ladung ein und wurde dort am 10. Februar von der Mediterranean Shipping Company übernommen, die das Schiff auf die Offshore Investment in Panama übertrug, bis 1994 unter dem Namen Ornella und anschließend als MSC Ornella in Fahrt hielt. Am 8. Januar 2003 traf die MSC Ornella zur Verschrottung in Alang ein, wo sie am 15. Januar 2003 auf dem Strand gesetzt und danach vom Unternehmen Priyank Ship Breaking abgebrochen wurde.

### Mangan
Die Mangan (IMO-Nr. 6906701) mit der Baunummer 576 hatte ihren Stapellauf 15. Januar 1969 wurde am 29. April 1969 an die Hamburger Partenreederei Mangan mit dem Komrowski Befrachtungskontor als Korrespondentreeder übergeben. Das Schiff begann 1970 mit einer zweijährigen Zeitcharter der Barber Lines. Die Barber Lines hatte 1969 einen Liniendienst von Fernost in die USA eröffnet und die Mangan fuhr unter den Namen Barber Mangan.
Ab 1972 hieß sie wieder Mangan und wechselte in die Trampfahrt, die von Beschäftigungen in der Linienfahrt unterbrochen wurde. 1979 flaggte Komrowski das Schiff nach Liberia aus und übertrug es auf die Monsoon Current Shipping Corporation in Monrovia. Ab 1989 fuhr sie als Suntempest zwei Jahre für eine kanadische Linienreederei von Kanada über die Karibik zur Nordküste von Südamerika und zurück. Nach Ablauf der Charter hieß sie wieder Mangan. Zu dieser Zeit trat ein Übereinkommen zur Schiffsvermessung (Vermessung in BRZ statt BRT) in Kraft, das weltweit verbindlich wurde. Die Mangan wurde neu vermessen und war nun mit 11.229 BRZ statt 11.383 BRT vermessen.
Ab Juni 1995 wurde sie an die Deutsche Ost-Afrika-Linie verchartert und fuhr als DOAL Mangan wieder in Zeitcharter. Ende 1997 lief die Klassenperiode ab und die Mangan wurde am 17. Februar 1998 für 785.000 US-Dollar an die Jai Bharat Steel Company (Indien) verkauft. Am 12. März 1998 erreichte sie mit 29 Jahren den Strand von Alang, wo sie abgewrackt wurde.
In diesen 29 Jahren Fahrtzeit für die Reederei Komrowski hatte sie etwa die halbe Zeit auf See verbracht, „umrundete“ etwa 94 mal die Erde und verbrauchte dabei 200.000 t Treibstoff.